# Alexander Wladimirowitsch Tschaikowski
Alexander Wladimirowitsch Tschaikowski (russisch Александр Владимирович Чайковский, wiss. Transliteration Aleksandr Vladimirovič Čajkovskij; * 19. Februar 1946 in Moskau, Sowjetunion) ist ein russischer Komponist, Hochschullehrer und Pianist.

## Leben
Er absolvierte zunächst die Zentrale Musikschule Moskau, wo er u. a. noch in der Klavierklasse bei Heinrich Neuhaus unterrichtet wurde. Danach studierte er von 1966 bis 1972 am Moskauer Konservatorium Klavier bei Lew Naumow sowie Komposition bei Tichon Chrennikow, bei dem er bis 1975 noch eine Aspirantur absolvierte. 1976 wurde er Mitglied des Komponistenverbands der UdSSR, von 1985 bis 1991 war er dort als Sekretär tätig.
Ab 1976 lehrte er selbst am Moskauer Konservatorium, ab 1993 als Professor. 1993 bis 2002 war er künstlerischer Berater von Waleri Gergijew am Mariinski-Theater in St. Petersburg. 2001/02 begann er seine Lehrtätigkeit am Sankt Petersburger Konservatorium, wo er dann von 2005 bis 2008 als Rektor wirkte. Seit 2003 ist er auch künstlerischer Leiter der Moskauer Philharmonischen Gesellschaft. Seit Juli 2022 ist er Ratsvorsitzender im russischen Komponistenverband.
Sein Werk umfasst 9 Opern, 3 Ballette, 7 Sinfonien, Oratorien, außerdem zahlreiche Konzerte, weitere Orchesterwerke, Kammermusik und Filmmusiken, u. a. für Iwan und Marja.

## Persönliches
Alexander Tschaikowski ist ein Neffe des Komponisten Boris Tschaikowski (1925–1996). Mit Pjotr Iljitsch Tschaikowski (1840–1893) verbinden ihn keine verwandtschaftlichen Beziehungen.

## Auszeichnungen
- 1985: 1. Preis International Forum of Composers, Hollybush Festival USA[8]
- 1988: Composer in Residence, Musikfestival Bad Kissingen[4]
- 1988: Verdienter Künstler der RSFSR[7]
- 1995: Composer in Residence, Nova Scotia Festival Kanada[4]
- 2005: Volkskünstler Russlands[7]
- 2016: Orden der Freundschaft[9]
- 2016: Preis der Regierung der Russischen Föderation[10]